# Пильх, Ежи
Ежи Пильх (пол. Jerzy Pilch; 10 августа 1952, Висла — 29 мая 2020, Кельце) — польский писатель, прозаик, драматург, сценарист и фельетонист; также работал журналистом и актёром.

## Биография
Ежи Пильх родился в лютеранской семье в городе Висле, который является центром польского лютеранства. Он дебютировал как литературный критик в 1975 году. Изучал польскую филологию в Ягеллонском университете, а затем работал в редакции общественно-культурного журнала «Tygodnik Powszechny» (по 1999 год). Позднее он писал фельетоны[стиль] журналам и газетам (в том числе «Polityka», «Przekrój», «Hustler» — польское издание). На основе его прозы были созданы телефильмы и представления «театра телевидения». Кроме того, как актёр снялся в двух фильмах (телефильм «Список греховодниц» 1994, кинофильм «Вторник» 2002).
29 мая 2020 года Ежи Пильх умер от  болезни Паркинсона в возрасте 67 лет.

## Книги

### Проза
- Wyznania twórcy pokątnej literatury erotycznej (Признания творца скрытной эротической литературы), 1988
- Spis cudzołożnic. Proza podróżna (Список блудниц. Дорожная проза), 1993
- Inne rozkosze (Другие наслаждения), 1995
- Monolog z lisiej jamy (Монолог из норы), 1996
- Tysiąc spokojnych miast (Тысяча спокойных городов), 1997
- Bezpowrotnie utracona leworęczność (Безвозвратно утраченная леворукость), 1998
- Pod mocnym aniołem (Песни пьющих), 2000
- Miasto utrapienia (Город муки), 2004
- Moje pierwsze samobójstwo i dziewięć innych opowieści (Мое первое самоубийство и девять других повестей), 2006
- Marsz Polonia (Марш Полония), 2008
- Sobowtór zięcia Tołstoja (Двойник зятя Толстого), 2010
- Wiele demonów (Много демонов), 2013

### Пьеса
- Narty Ojca Świętego (Лыжи Папа Римского), 2004

### Собрания фельетонов
- Rozpacz z powodu utraty furmanki (Отчаяние по причине потери телеги), 1994
- Tezy o głupocie, piciu i umieraniu (Тезиса о глупости, напитке и умирании), 1997
- Upadek człowieka pod Dworcem Centralnym (Падение человека под Центральным Вокзалом), 2002
- Pociąg do życia wiecznego (Поезд в вечную жизнь), 2007

## Публикации на русском языке
- Безвозвратно утраченная леворукость/ Фрагменты книги // Перевод Т. Изотовой (Т. Касиной) // Независимая газета. 2000 - 18/05/2000 http://www.ng.ru/ng_exlibris/2000-05-18/3_pilh.html
- Безвозвратно утраченная леворукость / Перевод Т. Изотовой. — М.: Новое литературное обозрение. 2008. — 212 с. ISBN 978-5-86793-633-4
- Безвозвратно утраченная леворукость. Фрагменты книги Архивная копия от 2 апреля 2015 на Wayback Machine / Перевод К. Старосельской // Иностранная литература. — 2000. — № 8.
- Двойник зятя Толстого Архивная копия от 2 апреля 2015 на Wayback Machine / Перевод Н. Горбаневской // Новая Польша. — 2008. — № 1.
- Мое первое самоубийство / Перевод К. Старосельской // Новая газета. — 2008. — № 43.
- Монолог из норы Архивная копия от 2 апреля 2015 на Wayback Machine / Перевод К. Старосельской // Иностранная литература. — 1999. — № 1.
- Песни пьющих / Перевод К. Старосельской. — М.: Иностранка. 2004. — 192 с. ISBN 5-94145-193-8
- Рассказы (Прекраснейшая из Женщин Архивная копия от 2 апреля 2015 на Wayback Machine, Двойник зятя Толстого) / Перевод К. Старосельской // Иностранная литература. — 2009. — № 2.
- Зуза, или Время воздержания / Перевод К. Старосельской // Иностранная литература. — 2016. — № 9.

## Признание
В 1989 году за книгу «Признания творца скрытной эротической литературы» он получил премию Фонда Косцельских. В 2001 году роман «Песни пьющих» принёс ему самую престижную в стране литературную Премию «Нике».